# Nuculana parva
Nuculana parva är en musselart som först beskrevs av G. B. Sowerby I 1833.  Nuculana parva ingår i släktet Nuculana och familjen tandmusslor. Inga underarter finns listade i Catalogue of Life.